# Playa Mar Bella
La playa Mar Bella o playa de la Mar Bella (en catalán y oficialmente platja de la Mar Bella) es una playa situada en Barcelona en el distrito de San Martín. Tiene unos 500 metros de largo y se encuentra a levante del litoral barcelonés. Fue creada inmediatamente después de la remodelación urbanística que se llevó a cabo a raíz de los Juegos Olímpicos de Barcelona 1992.
Esta playa dispone de un espacio dedicado a playa nudista.
Igualmente, dispone de un espacio de bar-discoteca nocturna durante el período estival orientado al público de turismo homosexual, donde las noches de verano se celebran diversas fiestas. Durante el día, este bar hace la función que especifica. La parte frontal del bar está orientada para el bañista gay.

Playas de Barcelona